# Øster Snede
Øster Snede is een plaats in de Deense regio Midden-Jutland, gemeente Hedensted, en telt 1108 inwoners (2008).